# Saint-Piat

Saint-Piat este o comună în departamentul Eure-et-Loir, Franța. În 1 ianuarie 2022 avea o populație de 1.121 de locuitori.